# Božikovac, Bosna in Hercegovina
Božikovac je zaselek v občini Jajce, Bosna in Hercegovina.
Nacionalni sestav prebivalstva leta 1991 je bil sledeč:
skupno 4 prebivalci
- Srbi - 4 (100%)